# Брун, Филипп Карлович
Филипп Карлович Брун (нем. Philipp Jakob Bruun; 1804—1880) — российский учёный, профессор Новороссийского университета. Старший брат Г. К. Бруна.

## Биография
Родился 18 (30) августа 1804 года в семье предпринимателя в Фридрихсгаме (совр. — Хамина) в Финляндии.
Начальное образование получил в Санкт-Петербурге в пансионе Жана фон-Муральта, пастора реформатской церкви. В 1822 году поступил в Дерптский университет на юридический факультет. С 1825 года служил в министерстве финансов; был за границей, где в Йенском университете получил степень доктора. С 30 августа 1830 года был преподавателем немецкого языка в Витебской гимназии, затем — в Динабургской гимназии (ныне — Даугавпилс).
С 1832 года — в Ришельевском лицее: 21 мая был утверждён адъюнктом по кафедре всеобщей истории и статистики; в 1832—1835 годах заведовал основной библиотекой лицея; с 1 сентября 1834 года начал преподавать в лицее исторические науки; 29 июня 1836 года утверждён экстраординарным профессором истории и статистики; сверх того, в 1849—1851 годах читал политическую экономию и коммерцию. В 1854 году, по выслуге срока, вышел «с полной пенсией» в отставку и стал преподавать в средних учебных заведениях в Одессе.
В 1865 году лицей был преобразован в Новороссийский университет и Ф. К. Брун в 1866 году был временно назначен исправлять в нём должность доцента всеобщей истории. Совет университета в 1868 году присвоил ему степень почётного доктора всеобщей истории, а 24 февраля 1869 года был избран экстраординарным профессором. С 1 июня 1871 года, в связи с выслугой 40 лет, он перешёл «на частное преподавание в университете с содержанием экстраординарного профессора». Имел чин статского советника.
В 1874 году Ф. К. Брун совершил поездку на Кавказ для изучения восточного берега Чёрного моря; в 1876 году был за границей. Участвовал в археологических съездах: 1-м (Москва, 1872), 3-м (Киев, 1874), 4-м (Казань, 1877).
В ноябре 1879 года заболел бронхитом и по настоянию врачей переехал в местечко Славуту, Волынской губернии, где и скончался 3 (15) июня 1880 года.

## Научная деятельность
В исследованиях посвященных исторической географии Южной России Ф. К. Брун пытался выяснить нахождение всех населённых пунктов, отмеченных на незадолго до того обнаруженных картах Фра-Мауро. Существенную роль сыграли его исторические исследования, посвящённые вопросу о существовании двух столиц Золотой Орды Сараев. В его статье, вышедшей в 1878 году, на основе анализа нумизматического материала было выяснено, что надпись на монетах «Сарай ал-Джедид» встречается исключительно со времени правления Джанибека, причём подавляющее большинство их найдено на Царевском городище. На этом основании Ф. К. Брун сделал предположение о переносе столицы после смерти Узбека из Сарая (Селитренное городище) в Сарай ал-Джедид (Царевское городище). 1-я часть сборника «Черноморье» удостоена Уваровской премии Академии Наук по отзыву В. Г. Васильевского (1879).

### Список произведений
- О внешней торговле Новороссийского края и Бессарабии с 1839—1845 г.
- Руководство к сравнительной статистике европейских государств. — Одесса, 1842.
- О местоположении Тираса. — Одесса: Гор. тип., 1851. — 22 с., 1 л. факс.
- Путешествие Гилльбера де-Ланнуа по Южной России, в 1421-м году / [Соч.] Ф. Бруна. — Одесса, 1852.
- Следы древнего речного пути из Днепра в Азовское море. — Одесса: Гор. тип., сод. Х. Алексомати, 1862. — 50 с.
- Судьбы местности занимаемой Одессою. — Одесса: тип. П. Францова, 1865. — 33 с.
- Крым в половине XVIII столетия. — Одесса, 1867.
- Одесское общество истории и древностей, его записки и археологические собрания / Сост. Ф. Брун. — Одесса: тип. П. Францова, 1870. — 35 с.
- О странствованиях царя-пресвитера Иоанна. — Одесса: тип. Ульриха и Шульце, 1870. — 50, 7 с.
- О поселениях итальянских в Газарии. Топогр. и ист. заметки Ф. К. Бруна. — М.: Синод. тип., 1872.
- Перипл Каспийскаго моря по картам XIV столетия / [соч.] Ф. Бруна. — Одесса: Тип. Ульриха и Шульце, 1872. — [2], 34 с.
- Черноморские готы и следы долгого их пребывания в Южной России / [Чит. в заседании Историко-Филол. отд. 16-го апр. 1874 г.]. — СПб.: тип. Имп. Акад. наук, 1874.
- Восточный берег Чёрного моря по древним периплам и по компасовым картам. — [Одесса]: Гор. тип. сод. Алексомати, [1874]. — 23 с., 1 л. табл.
- О резиденции ханов Золотой Орды до времен Джанибека I: реферат Ф. К. Бруна. — Киев: Унив. тип., 1876. — 10 с.
- О разных названиях Киева в прежнее время: реферат Ф. К. Бруна. — Киев: Унив. тип., 1876. — 8 с.
- О разных названиях Керчи и её окрестностей в древности и средних веках. — Одесса: тип. Ульриха и Шульце, 1877. — [2], 32 с.
- Черноморье. Сборник исследований по исторической географии Южной России. В 2-х томах. Одесса. 1879—1880.
- О резиденции ханов Золотой Орды до времён Джанибека I // Труды Третьего археологического съезда в России, бывшего в Киеве в августе 1874 года. — Киев: В тип. Имп. университета св. Владимира, 1878. — Т. 1. — С. 327—336.

Переводы
- Путешествия Ивана Шильтбергера по Европе, Азии и Африке, с 1394 по 1427 год / Пер. с нем. и снабдил примеч. [и предисл.] Ф. Брун. — Одесса: тип. Л. Нитче, 1866 (обл. 1867). — VI, 157 с.
- Роулинсон, Джордж О кимериянах Геродота и о переселениях кимрского племени / Пер. с англ. Ф. Брун. — Одесса: Гор. тип. сод. Алексомати, 1868. — 24 с.
- Путевые записки Эриха Лассоты, отправленного римским императором Рудольфом II к запорожцам в 1594 г. / Пер. и примеч. Ф. Бруна. — СПб.: тип. П. П. Меркульева, 1873. — 95 с.
- Иречек К. Й. История болгар/ Пер. совм. с Палаузовым. — Одесса, 1878